# Clayton (North Carolina)
Clayton is een plaats (town) in de Amerikaanse staat North Carolina, en valt bestuurlijk gezien onder Johnston County.

## Demografie
Bij de volkstelling in 2000 werd het aantal inwoners vastgesteld op 6973. In 2006 is het aantal inwoners door het United States Census Bureau geschat op 13.842, een stijging van 6869 (98,5%).

## Geografie
Volgens het United States Census Bureau beslaat de plaats een oppervlakte van 14,0 km², geheel bestaande uit land. Clayton ligt op ongeveer 86 m boven zeeniveau.

## Plaatsen in de nabije omgeving
De onderstaande figuur toont nabijgelegen plaatsen in een straal van 20 km rond Clayton.